# Alex
Alex je slovanské jméno řeckého původu, které znamená obránce, ten který brání (z řec. alexein). Podobná varianta je Alexandr nebo Alexej. Ženskou verzí je Alexa. V českém kalendáři má svátek 3. května.

## Domácké podoby
Současné české domácí zdrobněliny jsou Alexík, Lex, Lexy, Lexík, Lexa.

## Statistické údaje
| Rok       | Četnost     | Pořadí    |
| 1999      | 31          |           |
| 2002      | 81          |           |
| 2012      | 217         | 299.      |
| 2016      | 3 397       | 257.      |
| Porovnání | o 3366 více | o 42 lépe |

Změna procentního zastoupení tohoto jména mezi žijícími muži v ČR (tj. procentní změna se započítáním celkového úbytku mužů v ČR za sledované tři roky 1999–2002) je +41,9%.

## Zajímavosti
Jméno alex je od roku 2007 používáno pro obchodní označení železniční linky bavorské společnosti Bayerische Eisenbahngesellschaft (BEG), která jezdí mezi Mnichovem a Prahou. Mezi roky 2007 až 2020 jezdily železniční linky alex také z Mnichova do Lindau a Oberstdorfu.

## Alex v jiných jazycích
- Slovensky: Alex
- Polsky: Aleks
- Rusky: Aleksej
- Bulharsky: Aleksej
- Srbochorvatsky: Aleksej
- Maďarsky, nizozemsky, německy: Alex
- Italsky: Alessio
- Francouzsky, anglicky: Alexis
- Finsky: Aleksis nebo Aleksi
- Ukrajinsky: Oleksij
- Latinsky: Alexius

## Známí nositelé
- Alex Čejka – německo-český golfista.
- Alex Ferguson – skotský fotbalový trenér
- Alex Koenigsmark – český spisovatel a scenárista
- Alex Rodrigo Dias da Costa – brazilský fotbalista
- Alex Zucker – americký překladatel českých spisovatelů, žurnalista a spisovatel
- Alex Jones – texaský radiový konferenciér a dokumentarista
- Alexis Denisof – americký herec
- Alexis Bledel – americká herečka

## Fiktivní Alexové
- Alex Kingston – postava z amerického seriálu Pohotovost
- Alexis Colby – postava z amerického seriálu Dynastie